# Antoine Fourquet
Pour les articles homonymes, voir Fourquet.
Antoine Fourquet, né Antoine, Jean, Pierre Fourquet le 6 mars 1872 à Eus (Pyrénées-Orientales) et mort le 18 février 1952 à Montbeton (Tarn-et-Garonne), est un ecclésiastique français qui fut missionnaire en Chine. Parti en Chine comme missionnaire en 1896, Antoine Fourquet est nommé évêque de 1915 à 1946, puis archevêque de 1946 à 1948 de Canton (Guangzhou).

## Biographie

### Les années de formation
Il est le fils d'un couple de cultivateurs. 
Il commence ses études au petit séminaire de Prades et les poursuit au grand séminaire de Perpignan.
Le 29 janvier 1892, Antoine Fourquet rejoint le séminaire des Missions étrangères de Paris, rue du Bac. Il y est ordonné prêtre le 29 février 1896. Le jour de son départ de Paris, il prononce et signe solennellement son engagement personnel au pied de l'autel de la chapelle du Séminaire des Missions étrangères comme le veut la tradition de la Société. C'est ce type de cérémonie qui a été représenté en 1868 dans le tableau de Coubertin, Le Départ des missionnaires. Le 8 avril 1896 il part pour la mission de Kouangtong en Chine.

### Les années de mission
Le premier travail du missionnaire est d'apprendre la langue locale, « de s'appliquer à les posséder à fond, à les parler avec correction et facilité » afin d'entendre les confessions et prêcher la Bonne Parole. Il est tenu également de s'initier aux coutumes, aux mœurs et à la mentalité du peuple chinois et de se plier aux usages vestimentaires. Mgr Jarrau a laissé une description pittoresque du jeune Fourquet avec sa calotte où était fixée une tresse impeccable, des bottes mandarinales, une longue robe ouverte sur les côtés, un manteau aux longues manches et empruntant chaque matin « la chaise à porteurs, seul moyen de locomotion pour les gens se respectant et voulant être respectés ».
Il est alors envoyé dans le district montagneux de Tungken entre Canton et Hong Kong, le long de la rivière des Perles. Au cours de cette mission (où il forme Louis Pénicaud), il bâtit des chapelles, évangélise et soigne les malades. Il forme des catéchistes chinois et il a l'idée de recruter et d'instruire des batteurs de fer ou colporteurs-rétameurs qui, au cours de leurs tournées et de leurs travaux, présentent les grandes lignes du christianisme aux populations locales préparant ainsi la venue du jeune missionnaire. Ces colporteurs faisaient ensuite des rapports oraux au Père Fourquet, lui permettant de dresser des listes des villages favorables ou défavorables, des familles réceptives ou non au message du Christ ce qui facilitait son œuvre d'évangélisation. En 1898, le vicariat apostolique de Canton est ensanglanté par le massacre de l'abbé Henri Chanès et de plusieurs chrétiens autochtones, preuve que la vie des missionnaires et des chrétiens en Chine n'était pas exempte de tout danger.
Au bout des trois ans probatoires réglementaires, Antoine Fourquet est agrégé définitivement et pleinement à la Société des Missions Étrangères en 1899. Le 29 septembre de cette même année, il écrit une lettre aux Roussillonnais afin de récolter des fonds pour la construction d'une nouvelle église face à « l'île de Sancian, où est enterré saint François Xavier ». 
En 1900, éclate l'insurrection des Boxers. Il doit alors regagner Canton où il s'engage comme interprète sur une canonnière française patrouillant dans le delta de la rivière des Perles dans le cadre de la protection internationale des intérêts occidentaux en Chine. Il profite de ces patrouilles fluviales pour rendre visite et encourager les différents foyers de chrétienté conformément aux engagements du Règlement des missionnaires : « prendre soin des chrétiens existants ».
Par la suite, il est nommé au district de Shan-sueng où il continue son œuvre de bâtisseur de chapelles et d'évangélisation. Il fonde, en collaboration avec la sœur Angélina et le père Fleureau, une communauté de vierges-catéchistes chinoises à Canton : Les Sœurs de l'Immaculée Conception de Canton. Mgr Mérel le nomme en 1907 procureur, c'est-à-dire trésorier de la mission de Canton, et en fait son conseiller. Il devient administrateur des Sam Yun (trois hôpitaux de vieillards, de sourd-muets et d'aveugles) et continue à fonder des œuvres.
En 1911, débute la révolution chinoise. La République proclame en 1913 la liberté des cultes. En tant que pro-préfet ecclésiastique, il invite Sun Yat Sen, premier président de la République chinoise à la cathédrale de Canton et le fait assister à un Te Deum. Curieusement, dans une Église catholique peu favorable à la Révolution française (mais ralliée depuis 1892), il organise des conférences pour présenter la France, patrie des droits de l'Homme et du citoyen, conférences qui connaissent un vif succès.

### Les années de responsabilité

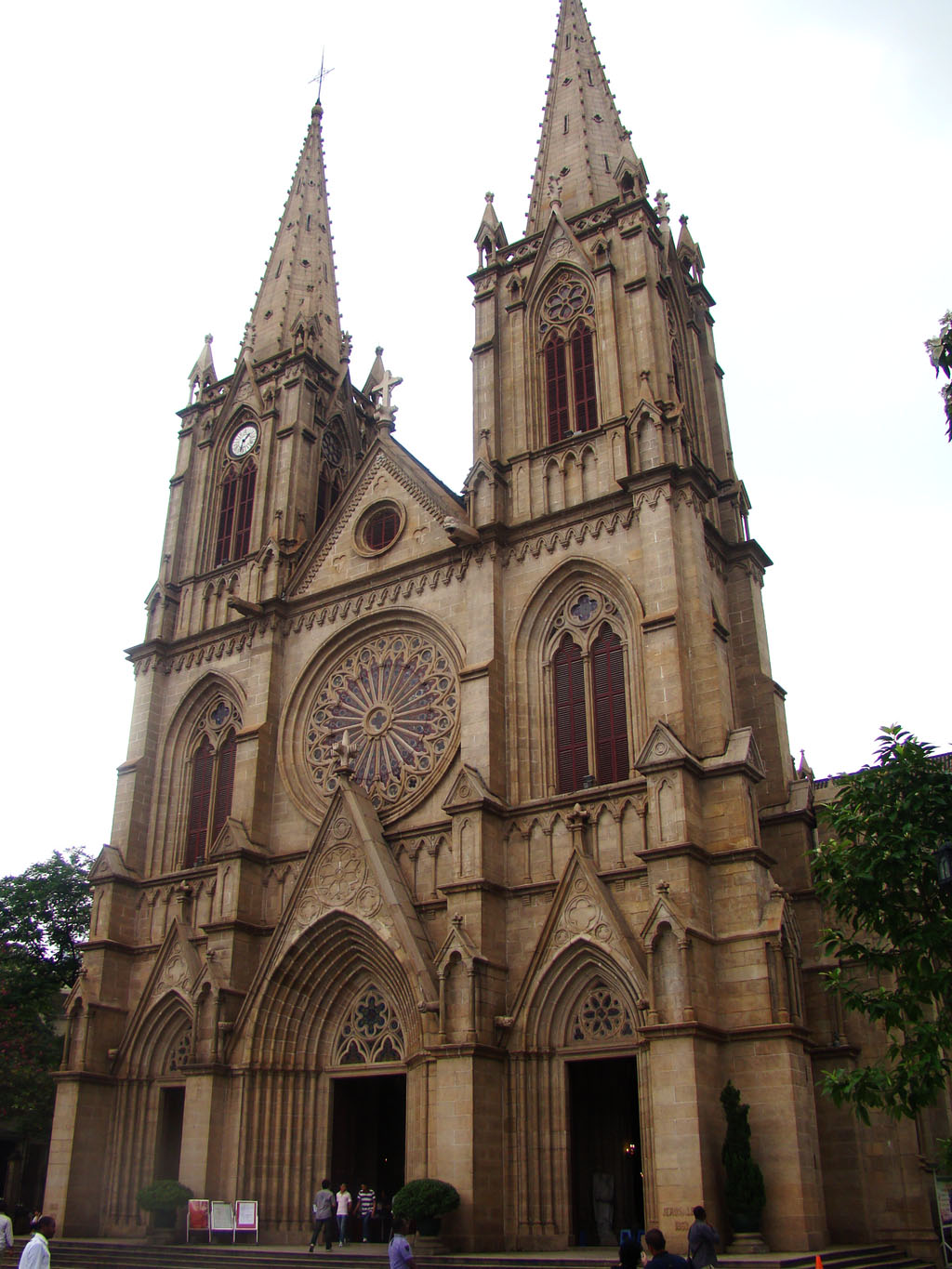
La cathédrale du Sacré-Cœur de Canton aujourd'hui.

Quand Mgr Mérel démissionne en 1915, il nomme le Père Antoine Fourquet responsable de la Mission et le charge de l'intérim des fonctions épiscopales. Antoine Fourquet fonde l'Académie du Saint-Esprit destinée à l'éducation des jeunes filles de l'élite cantonaise. Mgr de Guébriant est alors nommé vicaire apostolique de Canton le 19 février 1918 et confirme le Père Fourquet dans ses fonctions de coadjuteur. Mgr de Guébriant étant élu en mars 1921 Supérieur général de la Société des Missions Étrangères de paris, il fait nommer le père Fourquet vicaire apostolique de Canton le 19 février 1923 - «  Je dépose mes responsabilités entre les mains discrètes et sûres de mon provicaire M. Fourquet » - puis, évêque in partibus de Themisonium le 24 février. Il est sacré le 16 septembre dans la cathédrale de Canton par le vicaire apostolique de Hong Kong, Mgr Pozzoni. Mgr Fourquet aura à cœur de former un clergé indigène et aura comme coadjuteur Mgr Boniface Yang, accomplissant ainsi l'article III du Règlement des missionnaires qui prévoit de « former et élever à la cléricature des sujets capables » venant du pays. Mgr Fourquet dénonce les « sentiments de jalousie » éveillés chez certains missionnaires par la promotion du clergé chinois et déclare, dans une lettre, que les missionnaires « aiment les prêtres indigènes, mais à condition qu'ils restent des subalternes corvéables à merci ».
La guerre civile qui ravage le pays pendant cinq ans (1923-1928) voit le départ de nombreux chrétiens chinois vers les campagnes ou vers l'étranger, privant l'évêque d'un soutien autochtone. Malgré les difficultés et les déceptions, Mgr Fourquet continue son œuvre évangélisatrice puisqu'en moyenne huit mille personnes sont baptisées chaque année dans son diocèse. Durant la guerre sino-japonaise (1937-1945), l'armée japonaise occupe Canton en octobre 1938. Sous les dures conditions de cette occupation, Mgr Fourquet réussit à maintenir en activité ses différentes œuvres, notamment ses hôpitaux et ses asiles. Au sortir de la guerre, les autorités chinoises décident d'honorer le courage et l'abnégation de l'évêque Fourquet en lui décernant la décoration de l'Épi d'or. En octobre 1946, c'est le Saint-Siège qui décide de récompenser le labeur incessant du missionnaire Fourquet en le nommant archevêque de Canton, nomination confirmée seulement en mars 1947.
Fatigué, usé par plus d'un demi-siècle passé en Chine et par la multitude des événements qu'il a connus (l'insurrection des Boxers en 1900, la République en 1911, la guerre civile de 1923-1928, l'occupation japonaise de 1937-1945), il démissionne le 11 décembre 1947 et devient archevêque titulaire de Gangra (de). La ville de Canton lui décerne le titre de « citoyen d'honneur ». Elle lui offre une clé en or et une en argent (elles sont conservées au musée des Missions Étrangères de Paris, rue du Bac) en récompense pour son dévouement et des multiples services qu'il a rendus à la population cantonaise durant toute l'occupation japonaise. Effectivement, à l'arrivée des armées nippones, les autorités civiles et militaires chinoises demandèrent à Mgr Fourquet de prendre en charge durant leur absence toutes les œuvres de bienfaisance de la ville, soit plus de 8 000 personnes.

### Le retour en France

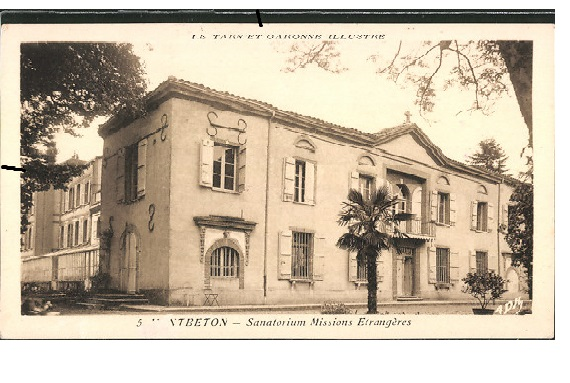
La maison des Missions étrangères à Montbeton

Antoine Fourquet rentre en France le 1er avril 1948. Il est nommé le 21 juin 1948 archevêché titulaire de Gangra (de). La Semaine religieuse du diocèse de Perpignan témoigne dans ses pages du passage de l'archevêque dans les Pyrénées-Orientales : le 22 août 1948, il célèbre la messe à Font-Romeu et fait appel aux fidèles présents pour venir en aide aux Missions de Chine. Le 12 septembre, il prend part à la messe en l'abbaye Saint-Michel-de-Cuxa.
Il se retire à Montbeton, le 27 juin 1949 où il meurt le 18 février 1952. Il est inhumé à Eus, son village de naissance.
La présence d'Antoine Fourquet en Asie a coïncidé avec un certain âge d'or des missions, c'est-à-dire la période de la Troisième République qui va de 1880 jusqu'en 1914 essentiellement où plusieurs milliers de missionnaires quittent la France, tous désireux de propager leur religion dans des terres étrangères. Paradoxalement, ces catholiques chassés par la République vont être un vecteur important de la diffusion de la langue et de la culture françaises dans le monde.
Un comité pour l'érection d'un monument à la mémoire de Mgr Fourquet avait été fondé sous la présidence du commandant Pyguillem. Le sculpteur François Vanczak a même réalisé une maquette de la statue projetée qui se trouve actuellement à l'église d'Eus.